# Betsy Russell
Elizabeth Russell, connue sous le nom de Betsy Russell, née le 6 septembre 1963 à San Diego, (Californie, États-Unis), est une actrice américaine.

## Biographie
Elle a joué le rôle de Jill Tuck (l'ex-femme de John Kramer - alias "Jigsaw") dans la série de films Saw.

### Vie privée
Mariée en 1989 à l'acteur Vincent Van Patten avec lequel elle a eu deux enfants, ils ont depuis divorcé. Elle n'est plus fiancée au producteur Mark Burg.

## Filmographie

### Cinéma
- 1982 : Let's Do It! : Kittie
- 1983 : Private School (en) de Noel Black : Jordan Leigh-Jenson
- 1985 : Angel 2 : la vengeance (en) (Avenging Angel) : Molly « Angel » Stewart
- 1985 : Tomboy (en) : Tomasina 'Tommy' Boyd aka Tomboy
- 1985 : Out of Control (en) : Chrissie Baret
- 1988 : Poupées de chair (Cheerleader Camp) : Alison Wentworth
- 1989 : Trapper County War : Lacey Luddigger
- 1991 : Camp Fear (en) : Jamie
- 1992 : Delta Heat : Vicky Forbes
- 1993 : Amore! (en) : Cheryl Schwartz
- 1995 : The Break (en) : Candy
- 2000 : The Flunky : Candy
- 2006 : Saw 3 (Saw III) : Jill Tuck
- 2007 : Saw 4 (Saw IV) : Jill Tuck
- 2008 : Saw 5 (Saw V) : Jill Tuck
- 2009 : Chain Letter (en) : Sergeant Hamill
- 2009 : Saw 6 (Saw VI) : Jill Tuck
- 2010 : Saw 3D : Chapitre final : Jill Tuck
- 2012 : Lose Yourself : Destiny
- 2014 : My Trip Back to the Dark Side (en) : Destiny
- 2014 : Knock 'em Dead : Louanne the Maid / Laurie Grant
- 2022 : Bully High : Beth White

### Télévision

#### Séries télévisées
- 1982 : The Powers of Matthew Star : Dawn
- 1982 : Hooker (T.J. Hooker) : Teenager
- 1982 : Sacrée Famille (Family Ties) : Girl
- 1986 : Agence tous risques (The A-Team) : Adrian Prescott
- 1986 : Arabesque (Murder, She Wrote) : Doris Robinson
- 1987 : 1st & Ten (en) : Christy
- 1989 : Superboy : Serene
- 1995 : Platypus Man : Becky

#### Téléfilms
- 1989 : L'amour ruiné (Roxanne: The Prize Pulitzer) de Richard Colla : Liza Pulitzer
- 2010 : Mandrake : Felicia
- 2013 : Non-Stop : Gayle
- 2017 : Born and Missing : Dr Taylor